# Tata Bolt

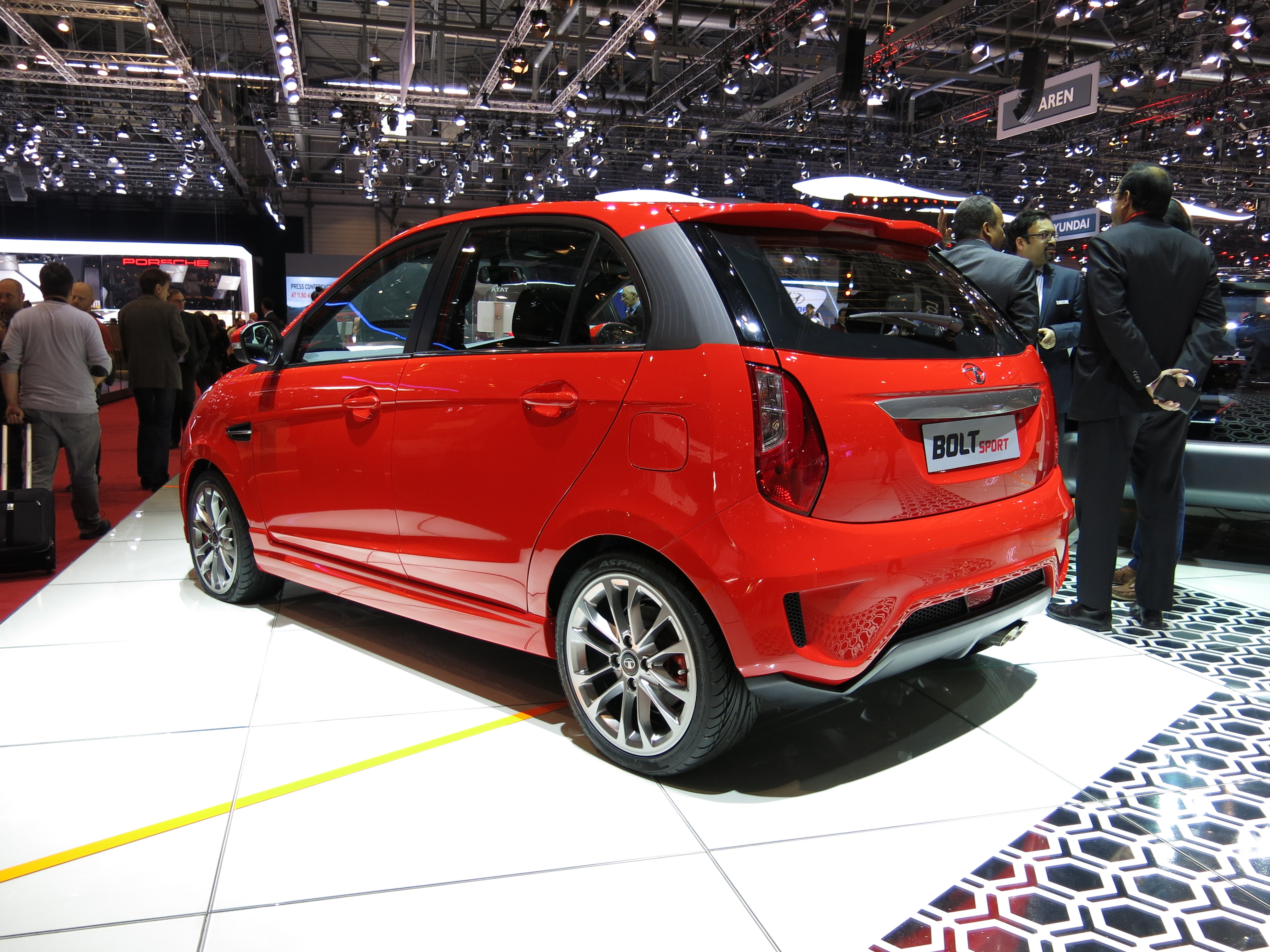
Heckansicht

Der Tata Bolt ist ein Kleinwagen des indischen Automobilherstellers Tata Motors, der zwischen 2015 und 2019 in Pimpri-Chinchwad gebaut wurde.

## Geschichte
Das Fahrzeug wurde gemeinsam mit der Stufenheck-Version Zest Anfang 2014 auf der Auto Expo in Neu-Delhi als Nachfolger des Indica Vista vorgestellt. In Indien wurde der Kleinwagen ab dem 22. Januar 2015 verkauft. Anfang Dezember 2019 wurde das Nachfolgemodell Tata Altroz eingeführt.

## Technik
Antriebsseitig stehen für den Bolt ein 1,2-Liter-Ottomotor mit 66 kW (90 PS) oder ein von Fiat zugelieferter 1,2-Liter-Dieselmotor mit 55 kW (75 PS) zur Verfügung. Insgesamt ist der Fünftürer in vier Ausstattungsvarianten erhältlich.

### Technische Daten
|                                             | 1.2 Revotron          | 1.2 Quadrajet         |
| Bauzeitraum                                 | 01/2015–04/2019       | 01/2015–04/2019       |
| Motorkenndaten                              |                       |                       |
| Motortyp                                    | R4-Ottomotor          | R4-Dieselmotor        |
| Hubraum                                     | 1193 cm³              | 1248 cm³              |
| max. Leistung bei min−1                     | 66 kW (90 PS) / 5000  | 55 kW (75 PS) / 4000  |
| max. Drehmoment bei min−1                   | 140 Nm / 1500–4000    | 190 Nm / 1750–3000    |
| Kraftübertragung                            |                       |                       |
| Antrieb                                     | Vorderradantrieb      | Vorderradantrieb      |
| Getriebe, serienmäßig                       | 5-Gang-Schaltgetriebe | 5-Gang-Schaltgetriebe |
| Messwerte                                   |                       |                       |
| Höchstgeschwindigkeit                       | 154 km/h              | 150 km/h              |
| Beschleunigung, 0–100 km/h                  | 12,1 s                | 13,2 s                |
| Kraftstoffverbrauch auf 100 km (kombiniert) |                       |                       |
| Leergewicht                                 | 1095–1125 kg          | 1132–1160 kg          |
| Tankinhalt                                  | 44 l                  | 44 l                  |